# Один (город, Миннесота)
Один (англ. Odin) — город в округе Уотонуан, штат Миннесота, США. На площади 0,9 км² (0,9 км² — суша, водоёмов нет), согласно переписи 2002 года, проживают 125 человек. Плотность населения составляет 133,1 чел./км².
- Телефонный код города — 507
- Почтовый индекс — 56160
- FIPS-код города — 27-48094[1]
- GNIS-идентификатор — 0648898[2]